# Grey Forest
Grey Forest – miasto w Stanach Zjednoczonych, w stanie Teksas, w hrabstwie Bexar.